# Petter Gustafsson
Petter Gustafsson, född 16 september 1985, är en svensk före detta fotbollsspelare.

## Karriär
Har representerat Skellefteå FF till och med säsongen 2008 och skrev strax efter mitten av februari 2009 på för tre säsonger med Djurgårdens IF som han hade provspelat för sedan 15 januari. Gustafsson fick ta över tröjnummer 5, som varit ledigt sedan sommaren 2008 då Sölvi Ottesen lämnade klubben. Gustafsson spelade samtliga matcher för Djurgårdens IF i Allsvenskan säsongen 2009. Under säsongen 2010 blev det bara speltid i drygt hälften av de allsvenska matcherna, men i slutet av säsongen gjorde han sitt första allsvenska mål i 4–4 matchen på Stadion mot Elfsborg.
I december 2013 värvades Gustafsson av Åtvidabergs FF, där han skrev på ett tvåårskontrakt. Efter säsongen 2015 fick Gustafsson lämna klubben. I maj 2016 gick Gustafsson till Skellefteå FF.

## Meriter
Utsågs till Västerbottens bäste herrspelare 2008

## Säsongsfacit: seriematcher / mål
- 2012: –
- 2011: 23 / 2
- 2010: 17 / 1
- 2009: 30 / 0
- 2008: ?